# David d'Artanudji
David Bagration fou un príncep georgià del segle x, duc de l'Alt Tao, de la dinastia Bagrationi.
David Bagration era el fill gran d'Adarnases III d'Artanudji o Alt Tao, al seu torn fill del comte Gurguèn d'Artani o Artanudji xxx. La Crònica georgiana diu que portava el títol de eristavi (gran-duc). Segons Cyril Toumanoff, hauria regnat de 896 a la seva mort l'any 908 a l'Alt Tao/Artanudji. Fos com fos va morir sense deixar fills abans del 918, data de la mort del seu oncle i successor Asoci d'Artanudji (Asoci II).